# Antenor (escultor)

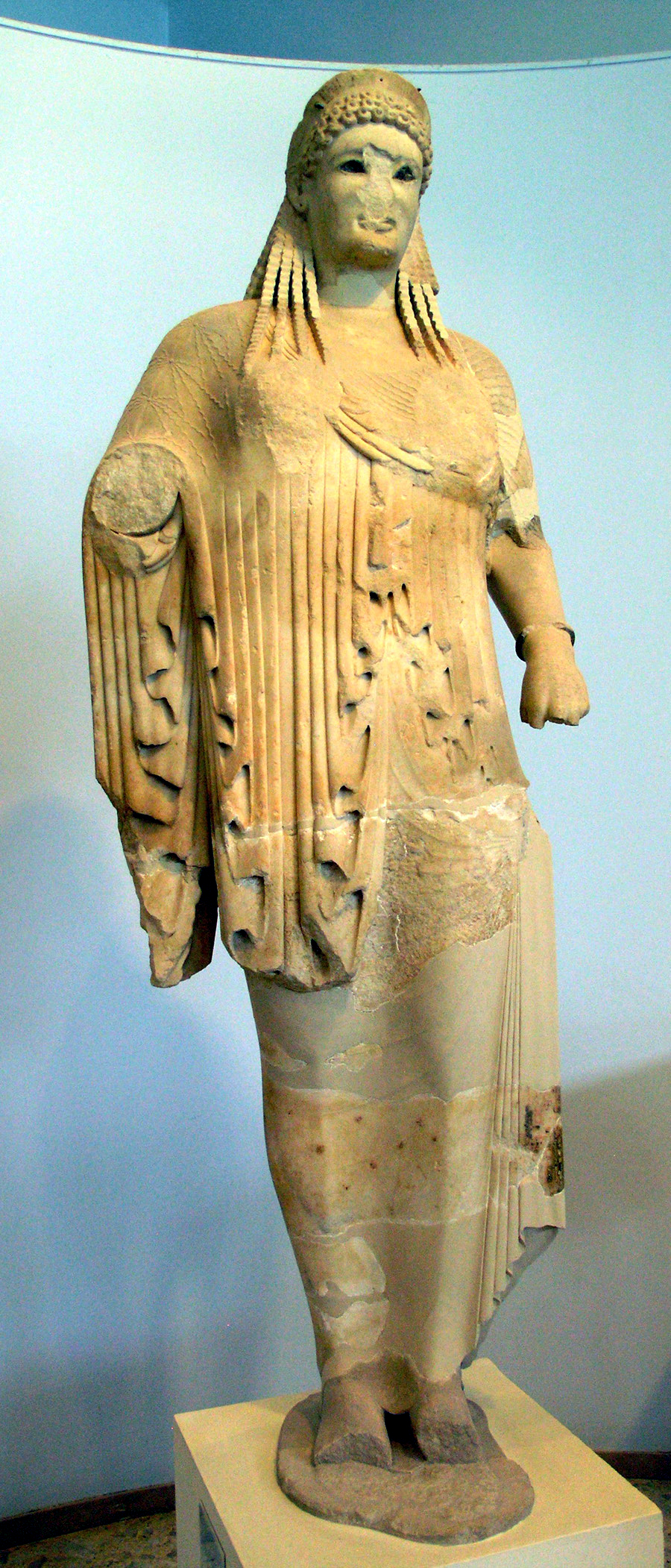
Koré atribuida a Antenor.

Antenor (530 – 510 a. C.) fue un escultor griego que se desempeñó en Atenas.

## Biografía
En una firma epígrafe, Antenor se presenta a sí mismo como <<hijo de Eumares>>, citado por Plinio el Viejo como un pintor particularmente creativo y mencionado en una base inscrita  procedente de la Acrópolis de Atenas. Otra base del mismo lugar, habla de un denominado <<…andros, hijo de Eumares>>, que sería, pues, el hermano de Antenor, y miembro de una dinastía de artesanos.
Una estatuilla masculina del museo del Louvre, fechada en 530-520 a. C., y de realización insular, lleva la inscripción <<Yo soy (la estatua) de Dionisermos, hijo de Antenor>>. Se ha propuesto de ver ahí a un hijo de nuestro escultor. Esta hipótesis ha sido cuestionada, ya que el contexto, y la localización de la obra no presentan relación con el escultor ateniense.

## Obras
Entre las obras que se le atribuyen, figuran una parte de un grupo que representaba a los Tiranicidas atenienses, Aristogitón y Harmodio, asesinos del tirano  Hiparco. Estas esculturas eran de bronce, y fueron hechas en el año 510 a. C. para el Ágora de Atenas. Actualmente estas estatuas ya no existen y fueron sus elementos de movimiento y precisos detalles anatómicos los que marcaron la transición entre las épocas arcaica y clásica de Grecia.
Por otra parte, está el frontón este del templo arcaico de Delfos, financiado por los Alcmeónidas, enemigos de los tiranos, entonces en el exilio. Por eso, se ha querido ver en Antenor a un artista comprometido, pero otros autores lo dudan, estimando que era simplemente un artista reconocido y apreciado, que atraía pedidos, sin contenido político.
Una gran koré de mármol de la Acrópolis, hecha posiblemente en el año 520 a. C., fue encontrada en 1886 y se le atribuyó su autoría a Antenor, siendo considerada uno de los más finos ejemplos de la escultura arcaica.